# Inam Muthalli, Shikarpur
Inam Muthalli là một làng thuộc tehsil Shikarpur, huyện Shimoga, bang Karnataka, Ấn Độ.